# ランタンフェリアンドロス石
ランタンフェリアンドロス石（ランタンフェリアンドロスせき、Ferriandrosite-(La)）は、緑簾石族グループに属するランタンに富む鉱物。理想式は、Mn2+LaFe3+AlMn2+(Si2O7)(SiO4)O(OH)であり、結晶系は単斜晶系である。
三重県伊勢市の層状鉄マンガン鉱床から発見され、2014年にランタンフェリ赤坂石とともに新鉱物として山口大学の鉱物学者永嶌真理子らにより登録された。同地域から2013年に永嶌らによりランタンバナジウム褐簾石が、東京大学物性研究所の浜根大輔らにより伊勢鉱が新鉱物として登録されており、これまで計4種類の新鉱物が発見されている。